# Anton Cajtoft
Björn Anton Cajtoft, född 13 februari 1994 i Jönköping, är en svensk fotbollsmålvakt som spelar för Bryne FK i Tippeligaen.

## Klubbkarriär
Cajtoft började spela fotboll i Bankeryds SK som fem-sexåring. 2008 gick han över till Jönköpings Södra. I oktober 2012 flyttades Cajtoft upp i A-laget. Han debuterade för J-Södras A-lag den 2 november 2013 i den sista omgången av Superettan mot Gais, en match som J-Södra vann med 1–0. I december 2013 förlängde han sitt kontrakt med två år.
Cajtoft började säsongen 2014 som tredjemålvakt i J-Södra. Men efter skador på både Niklas Helgesson och Damir Mehic fick Cajtoft chansen som förstemålvakt. Han imponerade och spelade totalt 27 matcher i Superettan under året. Under säsongen 2015 delade Cajtoft rollen som förstemålvakt med Damir Mehic. Han spelade 19 matcher och J-Södra blev uppflyttade till Allsvenskan 2016. Cajtoft gjorde allsvensk debut den 2 april 2016 i en 1–0-vinst över Kalmar FF. I säsongens tredje match drog han av korsbandet och kunde inte spela fler matcher under 2016. Kontraktet har senare förlängts till och med 2021.
Den 8 januari 2021 värvades Cajtoft av Norrby IF, där han skrev på ett tvåårskontrakt med option på ytterligare ett år.
Den 20 december 2022 blev Cajtoft klar för norska Bryne FK.

## Landslagskarriär
Cajtoft debuterade för Sveriges U19-landslag den 10 oktober 2014 i en 1–0-förlust mot Finland. Den 14 november 2014 debuterade Cajtoft för Sveriges U21-landslag i en 1–1-match mot Cypern.